# Gyrtona arcuata
Gyrtona arcuata är en fjärilsart som beskrevs av George Francis Hampson 1897. Gyrtona arcuata ingår i släktet Gyrtona och familjen nattflyn. Inga underarter finns listade i Catalogue of Life.